# Pylos-Nestoras
Pylos-Nestoras (Messenia) (Grieks: Πύλος-Νέστορας) is sedert 2011 een fusiegemeente (dimos) in de Griekse bestuurlijke regio (periferia) Peloponnesos.
De zes deelgemeenten (dimotiki enotita) van de fusiegemeente zijn:
- Chiliochoria (Χιλιοχώρια)
- Koroni (Κορώνη)
- Methoni (Μεθώνη)
- Nestoras (Νέστορας)
- Papaflessas (Παπαφλέσσας)
- Pylos (Πύλος)